# پرویشوو
پرویشوو (به لاتین: Převýšov) یک منطقهٔ مسکونی در جمهوری چک است که در ناحیه هرادتس کرالووه واقع شده‌است. پرویشوو ۳۳۰ نفر جمعیت دارد.